# L'ideale di Arias
L'ideale di Arias (L'Idéal d'Arias) è un cortometraggio muto del 1910 diretto da Louis Feuillade.

## Trama
Lo scultore corinzio Arias ha sognato la modella ideale per la scultura in progetto. Cercatala invano per foreste e paesi, finalmente trova chi fa al caso suo in un mercato di schiave. Comprata e portatala al suo studio, completa in breve tempo la statua. La schiava, concessasi ad un amico di Arias, viene rivenduta dallo stesso ad un mercante. L'amico seduttore la riscatta ancora per rivenderla a sua volta in una occasione simile.

## Produzione
Il film fu prodotto dalla Société des Etablissements L. Gaumont

## Distribuzione
Distribuito dalla Société des Etablissements L. Gaumont, uscì nelle sale cinematografiche francesi nel 1910. In Italia venne distribuito il 4 luglio 1910.